# Erasmismo

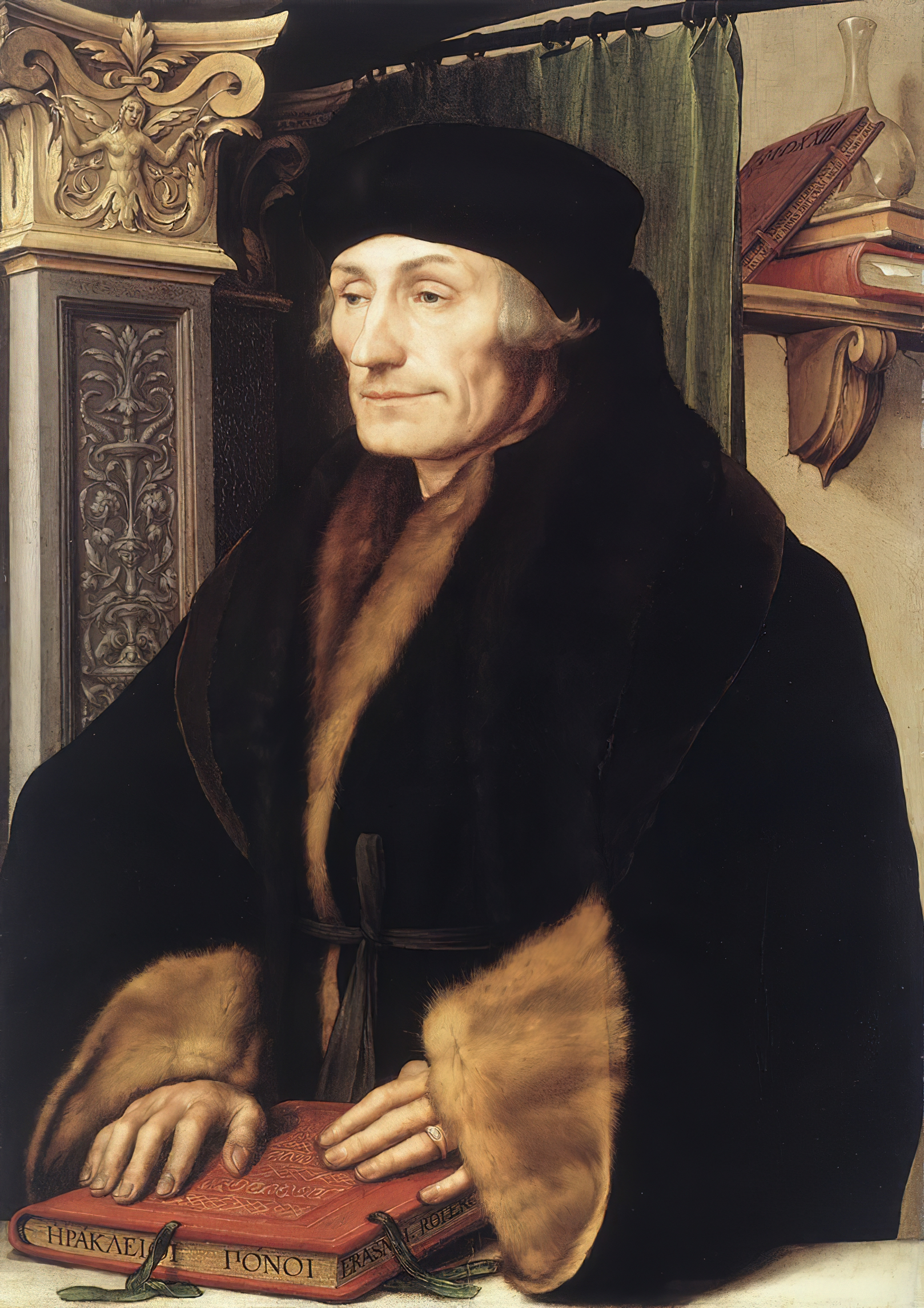
Erasmo de Róterdam.

El erasmismo fue una corriente ideológica y estética dentro del humanismo renacentista centrada en las ideas del neerlandés Erasmo de Róterdam (1466-1536).

## Ideología
En los aspectos ideológicos, el erasmismo propugna una concesión entre el protestantismo y el catolicismo. Critica la corrupción del clero, especialmente la del clero regular, la piedad supersticiosa y los aspectos más exteriores de la religiosidad católica (culto a los santos, reliquias, etc.) porque prefiere una religiosidad interior y espiritual, fundada en la oración mental e inspirada en la Devotio moderna. Por otra parte, mediante el irenismo o pacifismo se declara en contra de las guerras, sobre todo de las guerras de religión y mediante el paulismo quiere reinterpretar la teología contenida en las Cartas de San Pablo en sentido más flexible. Es partidario de la existencia de un poder político de carácter temporal en Europa, que identifica con el imperio, y de otro poder fuerte espiritual representado por el papa. Por ello el papa debe dejar el poder temporal en manos de otros.
En el terreno filológico, Erasmo es partidario de la imitación ecléctica en vez de la imitación ciceroniana: el mejor estilo se ganará imitando lo mejor de cada autor latino, en vez de imitar a uno solo: Marco Tulio Cicerón.

## Difusión
Apoyado por el emperador Carlos V, el Erasmismo tuvo gran predicamento en toda Europa hasta que las tensiones entre católicos y protestantes provocaron un clima general de sospechas hacia las corrientes intelectuales y religiosas que apoyaban la reforma de la Iglesia y de la espiritualidad.
Fecha clave para la introducción del erasmismo en España, donde Erasmo tuvo más influencia que en cualquier otro país, incluido el suyo, es la de la traducción de libros de Erasmo al castellano desde 1516-1517; Diego López de Cortegana realizó la primera traducción de un libro suyo al castellano, la Querela Pacis. El Arcediano del Alcor, Alonso Fernández de Madrid, canónigo de la Catedral de Palencia, hizo una versión del Enchiridion o Manual del caballero cristiano que se imprimió en 1526, dedicada al arzobispo de Sevilla e inquisidor general Alonso Manrique. Luis Vives escribía a Erasmo en 1526 sobre el éxito de sus traducciones en España:
Si los leen muchos, como me dicen que pasa, quitará a los frailes mucho de su antigua tiranía.
Su éxito fue muy rápido entre los alumbrados, los intelectuales y los humanistas, pero no tuvo tiempo de extenderse a las masas; de hecho, se constituyó en un grupo de presión cercano al Emperador, formado por los hermanos Juan de Valdés y sobre todo Alfonso de Valdés, a quien algunos han llegado a llamar "más erasmista que Erasmo", a causa de la combatividad con que asumió su doctrina, así como algunos prestigiosos humanistas; pero, al cabo, la gran mayoría tuvo que salir de España. El movimiento se hubiera reforzado si, como pretendían los seguidores españoles de Erasmo, el sabio neerlandés hubiera viajado a España; pero es sabida la respuesta del mismo a esa invitación: "non placet Hispania". Prefería marchar a Alemania; se cuenta que, luego, se arrepintió de su decisión. 
Algunos aspectos del Erasmismo, según Bataillon, llegaron a hacerse visibles en el De los nombres de Cristo de fray Luis de León e, incluso, en la labor renovadora de la espiritualidad que llevó a cabo la Compañía de Jesús, pues no en vano Ignacio de Loyola se relacionó en su juventud con el grupo de Miguel de Eguía, acusado de Iluminismo, y leyó el Enchiridion.
Gracias al Emperador, el Erasmismo pudo superar la consideración de herejía en 1527, cuando Carlos I, presionado por la Inquisición, convocó una junta de teólogos en Valladolid, la Conferencia de Valladolid, para debatir en torno a las ideas erasmistas, que se consideraron libres de herejias. Pero la muerte de Erasmo, acaecida en 1536, determina que en España se prohíba la difusión de sus obras y, al morir el arzobispo Manrique, dos años después, el auge del Erasmismo inicia una decidida decadencia, aunque no desaparecieron del todo sus huellas literarias o intelectuales, que se observan incluso en Cervantes, quien tuvo por maestro a un decidido erasmista, Juan López de Hoyos.

## Seguidores
Erasmo tuvo numerosos seguidores en Europa, como Tomás Moro o Guillaume Budé, y especialmente en España, donde la primera obra traducida de Erasmo se publicó en 1516. Protegido Erasmo por el emperador Carlos V, arraigaron sus ideas en los sectores sociales castellanos más descontentos con la religiosidad tradicional: conversos y seguidores de doctrinas hoy mal conocidas, como los alumbrados o recogidos, desarrolladas independientemente del erasmismo. Erasmo se carteó con humanistas de origen converso como el helenista Juan de Vergara o los hermanos Alfonso y Juan de Valdés; fue, asimismo, amigo del emigrado humanista valenciano, también de origen judeoconverso, Juan Luis Vives, y ejerció un poderoso influjo en escritores como François Rabelais, Pero Mexía, Andrés Laguna o Miguel de Cervantes, en este último a través de su maestro el humanista López de Hoyos. En España, por ejemplo, los escritores erasmistas llegaron a constituirse en un auténtico grupo de presión en el entorno del emperador Carlos I de España y V de Alemania, pero al retirarse este al monasterio de Yuste y empezar a gobernar su hijo Felipe II, cayeron en desgracia y la Inquisición persiguió todo vestigio de esa forma de Humanismo. Fue apresado Juan de Vergara y tuvieron que emigrar a Europa Juan Luis Vives y los hermanos Valdés.
Novelas como el Lazarillo de Tormes, de autor desconocido, fueron influidas por las corrientes erasmistas.